# Asilus hopponis
Asilus hopponis là một loài ruồi trong họ Asilidae. Asilus hopponis được Matsumura miêu tả năm 1916. Loài này phân bố ở miền Ấn Độ - Mã Lai.